# Шевченко, Павел Онуфриевич
Павел Онуфриевич Шевченко (13 октября 1954 года, Кочёвский район, Пермский край, РСФСР, СССР — 10 марта 2021 года, Санкт-Петербург, Россия) — советский и российский скульптор, член-корреспондент Российской академии художеств (2013).

## Биография
Родился 13 октября 1954 года в пос. Усть-Силайка Кочёвского района Пермской области, жил и работал в Санкт-Петербурге.
В 1979 году — окончил Санкт-Петербургский государственный академический институт живописи, скульптуры и архитектуры имени И. Е. Репина, мастерская скульптуры профессора М. К. Аникушина, там же в период с 1980 по 1982 годы — проходил ассистентуру-стажировку, а затем вел и преподавательскую деятельность в должности профессора.
С 1983 года — вел разработки новых скульптурных технологий, включающие сплав бронзы, нержавеющей стали и стекла.
В 2009 году — было присвоено учёное звание доцента.
С 1982 года — член Союза художников СССР, России, член Санкт-Петербургского союза художников.
В 2013 году — избран членом-корреспондентом Российской академии художеств от Отделения скульптуры.
Павел Онуфриевич Шевченко умер 10 марта 2021 года в Санкт-Петербурга.

## Творческая деятельность
Основные проекты и произведения

Работы в области монументального искусства
- монументально-скульптурный комплекс, посвященный боевым и трудовым подвигам рабочих завода имени М. И. Калинина (в составе авторского коллектива, 1985, Санкт-Петербург);
- монументальные скульптурные композиции: «К. Р. Рылеев» (1988, Санкт-Петербург), «Всадник» (1988, Санкт-Петербург), «Воспоминание» (1988, Санкт-Петербург), «Победитель» (1989, Санкт-Петербург), «Девочка» (1993, на месте гибели ребёнка, Англия), «Факультетский козел» (парк современной скульптуры, 1994, Санкт-Петербург), «Александр II» (парк современной скульптуры, 2008, Санкт-Петербург), «М. М. Жванецкий» (2009, поселок Комарово Ленинградской области);
- скульптурно-декоративная композиция «Природа» для фонтана (1987, поселок Никольское Ленинградской области);
- памятники — героическому экипажу атомной подводной лодки «Комсомолец» (в составе авторского коллектива, 1991, Мурманск), Альфреду Нобелю (в составе авторского коллектива, 1992, Санкт-Петербург).

Работы в области станкового искусства
- Почётный приз «Большой русский Фрейд» для Международного психоаналитического форума (1992, бронза, музей Фрейда в Австрии, музей Фрейда в Англии);
- Приз для Национального психологического конкурса «Профессиональные итоги столетия»;
- Приз для ежегодного психологического конкурса «Золотая Психея»;
- скульптурная композиция-приз «Екатерина II» для Царскосельской премии (совместно с С. Ю. Алиповым);
- скульптурные композиции — «Природа» (1985, бронза, стекло), «Своей судьбой гордимся мы» (1987, металл), "Александр Невский (1988, Музей городской скульптуры, Санкт-Петербург), « Прогулка» (1991, бронза, США), «Россия» (1994, бронза, стекло, Ярославский художественный музей);
- серия мелкой пластики — «Рыцари» (1993, бронза, Италия), «Дриада» (1994, Ле Манс, Франция), «Падший ангел» (1996, бронза, нержавеющая сталь, стекло), «Последний сон» (1997, бронза, нержавеющая сталь, стекло), «Любовь» (1998, бронза, нержавеющая сталь, стекло), «Венера, первая красная звезда, которая появляется на горизонте при заходе солнца, когда деревья ложатся спать» (1998, бронза, нержавеющая сталь, стекло), «Время не ждет» (2006, серебро, гранит, собрание В. В. Путина), «Русские былины» (2010, серебро, бронза, дерево, собрание В. В. Путина), «Свобода» (2012, бронза), «Таурус» (2012, бронза), «Козерог» (2012, бронза), «Рак» (2012, бронза) «Клейзмерская музыка» (2012, бронза), «Хозяин» (2012, бронза), «Хозяйка Тайги» (2012, бронза);
- портреты — Эжени Коттон (1985, бронза, Министерство культуры РФ), А. П. Денисова (1985, Художественный фонд РСФСР, Москва).

Станковые произведения представлены в музейных и частных собраниях России и зарубежных стран.
С 1979 года — участник региональных, всероссийских, зарубежных и международных выставок.
Персональные выставки прошли в Санкт-Петербурге, Ярославле, Самаре и ряде городов России и зарубежных стран (Германии, Польше и других странах).

## Награды
- Вторая Премия конкурса на создание памятника «250 лет соединения Казахстана с Россией» для г. Алма-Аты (1983)
- Диплом лауреата Производственного объединения «Кировский завод» (1984)
- Третья Премия конкурса на создание памятника Невской битве в поселке Усть-Ижора (1985)
- Диплом лауреата Производственного объединения «Ленинградский металлический завод» (1986)
- Вторая Премия конкурса на создание памятника П. И. Чайковскому для города Клина (1989)
- Вторая премия конкурса на создание памятника ученым Н. И. Вавилову и С. И. Вавилову для города Ленинграда (1989)
- Вторая Премия конкурса на создание памятника Ф. М. Достоевскому для города Ленинграда (1990)